# Eileen Wearne

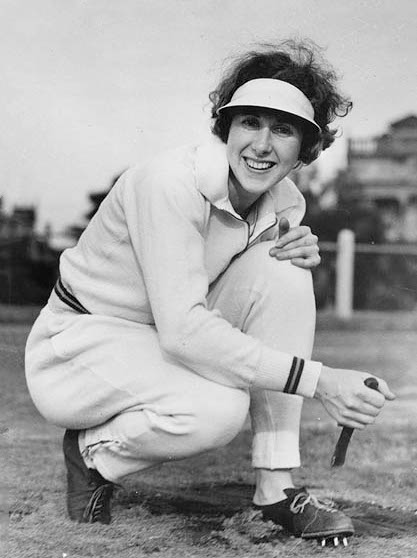
Eileen Wearne 1937

Alice Eileen Wearne (* 30. Januar 1912 in Sydney, Australien; † 6. Juli 2007) war eine australische Leichtathletin, die in den 1930er Jahren als Sprinterin zur Weltspitze gehörte. Sie nahm an den Olympischen Spielen 1932 teil und gewann 1938 eine Medaille bei den British Empire Games. Am 13. Februar 1937 egalisierte sie den bestehenden 100-Yards-Weltrekord mit einer Zeit von 11,0 Sekunden, die jedoch (aus unbekannten Gründen) nicht als Weltrekord registriert wurde.

## Sportlerkarriere
Eileen Wearne wurde in Sydney geboren. Sie wurde als Sprinterin in das olympische Team aufgenommen und war somit die zweite Frau, nach Edith Robinson, die überhaupt Australien bei Olympischen Spielen repräsentieren durfte. Im 100-Meter-Sprint wurde sie insgesamt Vierte.
Eileen Wearne nahm in den Dreißigern vor allem an Wettbewerben in Australien teil. Dabei konnte sie sowohl Meisterin von New South Wales als auch australische Meisterin werden. In dieser Zeit entstand ein gesunder Konkurrenzkampf zwischen Eileen und Edith Robinson. Eileen Wearne wurde allerdings weder für die British Empire Open 1934 noch für die Olympischen Spiele 1936 berücksichtigt. Erst 1938 war sie Teilnehmerin bei den British Empire Games in Sydney und wurde über 220 Yards Dritte hinter Decima Norman und Jean Coleman. Sie war Mitglied der 4-mal-440-Yards-Staffel, die bei diesem Wettbewerb Gold gewann.

## Nach dem Sport
Eileen Wearne engagierte sich weiterhin in der olympischen Bewegung in Australien. Mit ihren 95 Jahren war sie die am längsten lebende Olympiateilnehmerin Australiens bis zu ihrem Tod im Juli 2007.